# Якупово (Буздяцький район)
Яку́пово (рос. Якупово, башк. Яҡуп) — село у складі Буздяцького району Башкортостану, Росія. Входить до складу Кілімовської сільської ради.
Населення — 312 осіб (2010; 354 у 2002).
Національний склад:
- башкири — 60 %
- татари — 40 %